# Акіюрі (острів)
О́стрів Анучина (рос. Остров Анучина; Акію́рі, яп. 秋勇留島, あきゆりとう, МФА: [akʲijuɾʲi toː]) — острів Японського архіпелагу, складова Малої Курильської гряди, один з групи островів Хабомай. Площа — 2,73 км² (3,5 × 1 км). Протяжність берегової лінії — 12,0 км. Найвища точка — 33 м. Росія вважає острів своїм, що знаходиться в Южно-Курильському міському окрузі Сахалінської області; згідно позиції Японії острів входить до складу округу Немуро префектури Хоккайдо. Російська назва — на честь російського антрополога, етнографа і географа академіка Дмитра Анучина; японська назва походить з айнської мови і означає «молодший брат острова Юрі»
Поверхня рівна. На північному березі поселення Анучино. Покритий переважно невисокою рослинністю, переважно бамбуком. Прибережні води багаті на морські ресурси — рибу та ламінарії. Станом на серпень 1945 року на острові проживало 88 японців, які займалися виловом ламінарій та тріски. 